# Elaphrus
Elaphrus es un género de coleópteros adéfagos de la familia Carabidae. Es originario del Paleártico, Neártico, Próximo Oriente y Norte de África.

## Especies
Contiene las siguientes especies:
- Elaphrus americanus Dejean, 1831
- Elaphrus angulonotus Shi & Liang, 2008
- Elaphrus angusticollis R. F. Sahlberg, 1844
- Elaphrus aureus P.W.J. Muller, 1821
- Elaphrus californicus Mannerheim, 1843
- Elaphrus cicatricosus Leconte, 1848
- Elaphrus citharus Goulet And Smetana, 1997
- Elaphrus clairvillei Kirby, 1837
- Elaphrus comatus Goulet, 1983
- Elaphrus cupreus Duftschmid, 1812
- Elaphrus finitimus Casey, 1920
- Elaphrus fuliginosus Say, 1830
- Elaphrus hypocrita Semenov, 1926
- Elaphrus japonicus Ueno, 1954
- Elaphrus laevigatus Leconte, 1852
- Elaphrus lapponicus Gyllenhal, 1810
- Elaphrus lecontei Crotch, 1876
- Elaphrus lheritieri Antoine, 1947
- Elaphrus lindrothi Goulet, 1983
- Elaphrus marginicollis Goulet, 1983
- Elaphrus mimus Goulet, 1983
- Elaphrus olivaceus Leconte, 1863
- Elaphrus parviceps Van Dyke, 1925
- Elaphrus potanini Semenov, 1889
- Elaphrus punctatus Motschulsky, 1844
- Elaphrus purpurans Hausen, 1891
- Elaphrus pyrenoeus Motschulsky, 1850
- Elaphrus riparius (Linnaeus, 1758)
- Elaphrus ruscarius Say, 1834
- Elaphrus sibiricus Motschulsky, 1844
- Elaphrus smaragdiceps Semenov, 1889
- Elaphrus splendidus Fischer Von Waldheim, 1828
- Elaphrus sugai Nakane, 1987
- Elaphrus tibetanus Semenov, 1904
- Elaphrus trossulus Semenov, 1904
- Elaphrus tuberculatus Maklin, 1878
- Elaphrus uliginosus Fabricius, 1792
- Elaphrus ullrichii W. Redtenbacher, 1842
- Elaphrus viridis Horn, 1878
- Elaphrus weissi Dostal, 1996